# Bernardino António Gomes
Bernardino António Gomes CvC (Paredes de Coura, 29 de Outubro de 1768 – São José, Lisboa, 13 de Janeiro de 1823), foi um médico, cientista, químico e botânico português que actuou no final do século XVIII e na primeira metade do século XIX. Membro da Junta de Saúde Publica, Sócio da Academia Real das Ciências de Lisboa, co-fundador da Instituição Vacínica.
Estudou várias plantas oriundas do Brasil e foi o primeiro cientista que isolou a cinchonina da árvore da quina, em que reside a sua propriedade febrífuga, abriu o caminho á química dos alcalóides e ao tratamento do paludismo pelo quinino.
Evidenciou-se no tratamento das doenças cutâneas, sendo notável o seu ensaio dermosográfico, pelo que é considerado o Patrono da Dermatologia em Portugal.
Não se deve confundir com o seu filho Bernardino António Gomes, do mesmo nome, que nasceu em Lisboa, em 1806 e se formou em Medicina, em Paris e em Matemática, em Coimbra.
Em seu louvor, foi erguido um busto sob pedestal no Jardim Botânico de Lisboa em 1926.

## Biografia
Filho do Doutor José Manuel Gomes e de Maria Josefa Clara de Sousa, ambos naturais de Coimbra. Estudou medicina na Universidade de Coimbra, onde concluiu o doutoramento em 1793.
Foi o primeiro dermatologista Português. Após o doutoramento, foi médico em Aveiro, onde se manteve até 1797, ano em que foi nomeado médico da Armada Real, com graduação de Capitão de Fragata, cargo que exerceu até 1810. Ainda em 1797, embarcou para o Brasil, onde permaneceu até 1801, durante estes anos estudou profundamente as espécies originarias do Brasil, suas particularidades e propriedades terapêuticas.
Em 1802 foi encarregado de debelar um epidemia de febre tifóide a bordo de uma esquadra portuguesa, no estreito de Gibraltar. Ao fim de dois meses tinha conseguido resolver o problema. Em 1810, na sequência de uma nova epidemia de tifo que atingiu uma esquadra portuguesa em Gibraltar, foram transportados para o Lazareto, na Trafaria, 445 doentes que tratou com sucesso. Do serviço no mar, passou a trabalhar no Hospital da Marinha e no Hospital Militar de Lisboa. Deixou a carreira de médico da armada, em 1810.
Em 1804 criou-se em Coimbra, o Instituto Vacinico, em sequência da publicação de Eduardo Jenner sobre a vacina antivariólica em 1798, embora já médicos portugueses, vacinavam no Hospital de Vacinação instalado em Lisboa, no entanto várias causas vieram a impedir a generalização da vacina; uma delas foi o triste facto do filho do Duque de Lafões ter sido acometido de convulsões, morrendo pouco tempo depois de vacinado, apesar de se ter tratado de uma simples coincidência mas existia um grande descrédito que levou muito tempo a se dissipar. Para além disso em consequência das invasões francesas, os trabalhos vacínicos estiveram paralisados. Apenas quatro anos depois destas terem terminado, em 1812  o doutor Bernardino António Gomes, é eleito membro efectivo da Academia Real das Ciências de Lisboa, e é nesta Academia que promoveu, em 1812, a criação da Instituição Vacínica, que se dedicava à vacinação antivariólica. Encontrou, é certo, eméritos colaboradores em alguns dos seus confrades e em outros médicos estranhos à Academia mas que se prestaram com ele nesta sua cruzada em benefício da Humanidade, para além de beneméritos e em especial duas beneméritas senhoras: D.ª Maria Isabel Van Zeller (Porto) e D.ª Angela Tamagnini de Abreu (Tomar). Em 1817, o número de inoculações atingia as 17.000 (dezassete mil).

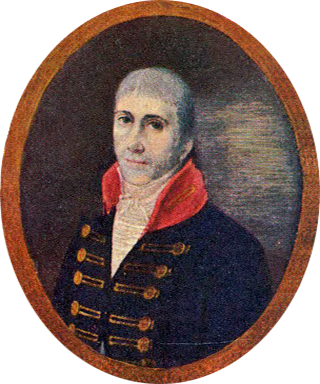
Doutor Bernardino António Gomes, Médico da Armada Real.

Em 1817, foi nomeado Médico da Real Câmara e nessa qualidade foi designado para acompanhar e para prestar serviços médicos à princesa Leopoldina da Áustria, noiva de D. Pedro, futuro Imperador do Brasil, quando esta se deslocou de Livorno para o Rio de Janeiro. Permaneceu seis meses no Rio de Janeiro, onde se encontrava a família real e a eminente corte, após o que regressou a Lisboa.

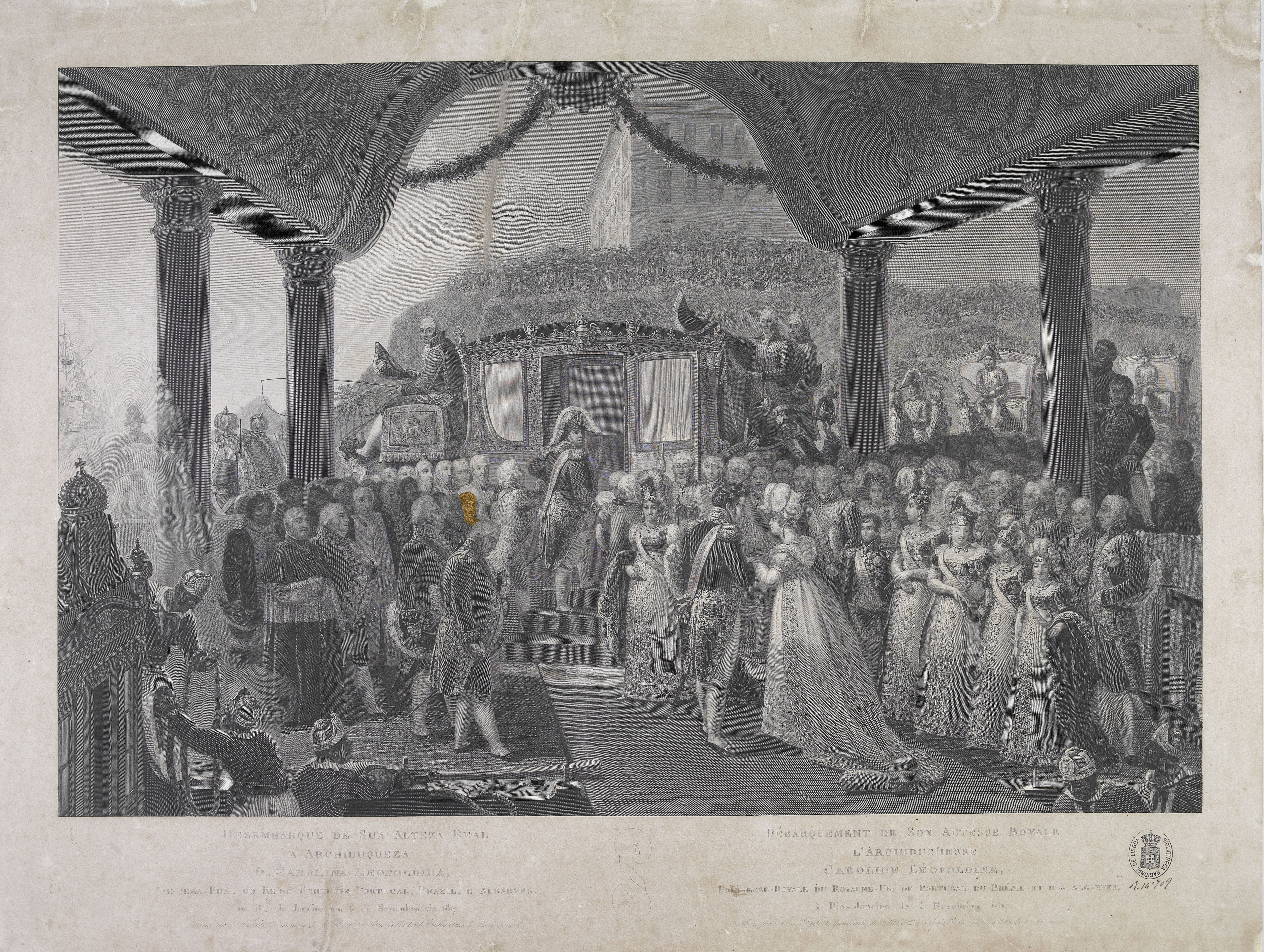
Presença no desembarque a 6 de Novembro de 1817 do Dr. Bernardino António Gomes, médico que acompanhou a Princesa Leopoldina de Livorno ao Rio de Janeiro, a pedido de D. João VI. Gravura a buril de Charles Simon Pradier, segundo pintura de Jean Baptiste Debret.

Como Médico da Câmara Real, portanto médico da família real, manteve sempre uma relação próxima com o rei D. João VI, sendo mesmo visita assídua em Queluz.

## Obra

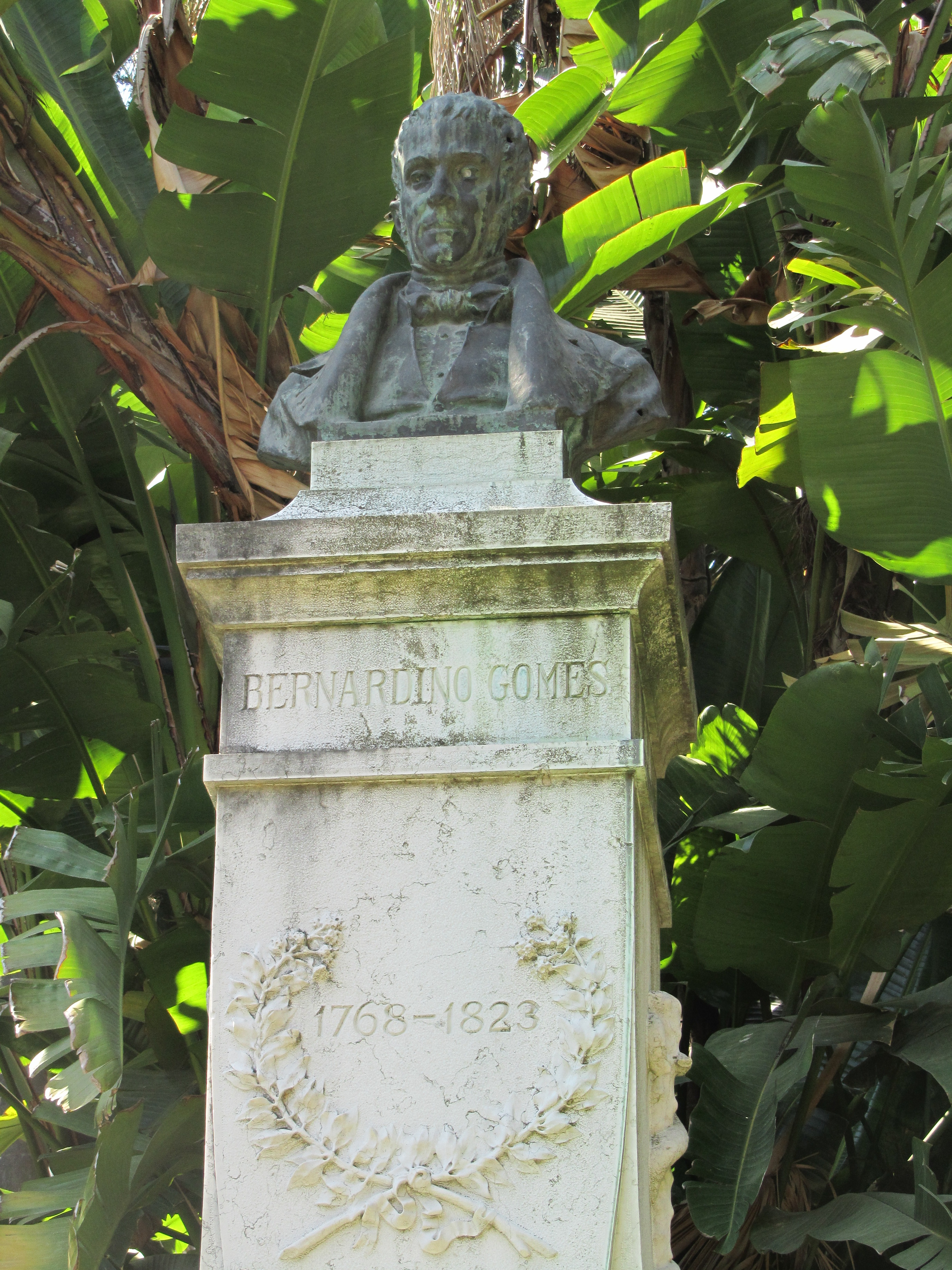
Estátua de Bernardino António Gomes no Jardim Botânico de Lisboa.

Durante as suas longas estadas no Brasil, que na altura era uma colónia portuguesa, Bernardino António Gomes estudou várias espécies de plantas medicinais. Como botânico, descobriu a Ipecanhuanha fusca do Brasil, que comunicou a Brotero. Fez um estudo Consciencioso das florestas do Brasil. Alguns destes trabalhos foram traduzidos em francês e em inglês. Deve-se a ele ainda a descoberta da Chinchonina e o conhecimento das propriedades tenífugas da romeira.
É neste período em que permanece no Brasil que descobre um género botânico pertencente à família das orquídeas (Orchidaceæ), até então desconhecida, à qual é atribuída o nome científico de Gomesa em sua homenagem.
Deve-se ainda ao doutor Bernardino António Gomes a criação do horto botânico da Escola Médica de Lisboa.
No período de 1798 a 1822, publicou (em Portugal e no Brasil) vários relatórios a descrever a morfologia e propriedades farmacêuticas de plantas brasileiras e portuguesas, assim como relatórios sobre a incidência e terapia de doenças infecciosas.
Em 1812, foi fundada a Instituição Vacínica, em Lisboa, da qual Bernardino António Gomes foi o primeiro director e que tinha como objectivos generalizar a vacinação em Portugal e promover o progresso das ciências e do bem-estar público. Assim, em conjunto com outros médicos, Bernardino António Gomes iniciou a vacinação em Portugal.
Em 1817, voltou a ocupar-se com o estudo das moléstias da pele, dedicando-se especialmente com a investigações relativas á Elefantiase. Nos seus escritos sobre esta doença, trata-a com muita proficiência, as mais variadas questões concernentes às causas, sintomas e tratamentos da referida infecção.
Estudou depois minuciosamente a doença nos gafos ou leprosos internados no Hospital de S. Lázaro em Lisboa. No seu livro de Ensaio dermosographico ou susccita e systematica descripção das doenças cutaneas, Bernardino António Gomes compendiou o que sobre estas doenças, naquela época, se conhecia e aquilo que por ele foi apurado através das suas variadas observações. Os capítulos essenciais deste livro foram quase todos eles coordenados e escritos a bordo da Nau D. João VI, quando o Dr. Bernardino António Gomes, na qualidade de médico da Real Câmara, acompanhava a princesa austriaca, Maria Leopoldina, na sua viagem de Livorno para o Rio de Janeiro, em 1817.
Tem inúmeros trabalhos publicados na História e Memórias da Academia Real das Ciências de Lisboa e artigos de polémica no Jornal de Coimbra e no Investigador Português. Os trabalhos que publicou tiveram um grande impacto ao nível da comunidade científica internacional, alguns dos quais sustentaram grande polémica com Avelar Brotero e José Feliciano de Castilho. Destes trabalhos, destaca-se o isolamento por cristalização da denominada Chinchonina, a substância ativa presente na casca de quina. A cinchonina foi utilizada, desde o século XVII, como antipirético.
Grande parte dos seus trabalhos foi desenvolvida no Laboratório Químico da Casa da Moeda, em Lisboa.
Foi casado com D.ª Leonor Violante Rosa Mourão (Lisboa, Santa Justa, 5 de Fevereiro de 1775 - Lisboa, São José, 29 de Março de 1864), desde 15 de Outubro de 1801, na Igreja da Encarnação, em Lisboa. D.ª Leonor era viúva de Miguel Joaquim Carvalho de Oliveira e filha do Dr. João Carlos Mourão Pinheiro, Advogado da Casa da Suplicação de Lisboa, e de D.ª Leonor Violante Rosa do Vale. Deste casamento nasceram vários filhos, nomeadamente Bernardino António Gomes, filho; D.ª Henriqueta Leonor Gomes Mourão (1804-1882), que casou com Joaquim José de Araújo (1800-1867); Custódio Manuel Gomes (1810-1881) e António Maria Gomes (1814-1896), que morreram solteiros e sem filhos.
Faleceu aos 54 anos de idade, na Praça da Alegria, em Lisboa, onde residia, tendo feito testamento à mão. Encontra-se sepultado na Igreja Paroquial de São José, em Lisboa. D.ª Leonor Mourão, sua esposa, voltaria a casar passados 5 meses com Alexandre Maria da Silveira Ferreira, em 1 de Julho de 1823.

## Honras e Condecorações
- Fidalgo da Casa Real.
- Cavaleiro da Ordem de Cristo.